# باشگاه فوتبال بیتار اورشلیم
باشگاه فوتبال بیتار اورشلیم (به عبری: מועדון כדורגל בית"ר ירושלים) یک باشگاه فوتبال در اورشلیم، اسرائیل است.
این باشگاه که در سال ۱۹۳۶ تأسیس شده پیشینه ۶ قهرمانی در لیگ فوتبال اسرائیل و ۷ قهرمانی در جام حذفی فوتبال اسرائیل را در کارنامه دارد.

## جنجال‌ها
هواداران بیتار به رفتارهای خشونت‌آمیز و گرایش‌های ضد عرب و ضد مسلمانان معروف هستند. باشگاه بیتار اورشلیم سنتی بر پایه عدم خرید بازیکنِ مسلمان (به غیر از رده جوانان) دارد.
در ۲۰۱۳ (میلادی) به دنبال امضای قرارداد باشگاه با دو بازیکن مسلمان چچنی، هوادارن بیتار اورشلیم دفاتر این باشگاه را به آتش کشیدند.
باشگاه زردپوش اسراییلی، جنجال جدیدی راه انداخته است. در روزهای پیش از انتقال سفارت آمریکا از تل‌آویو به اورشلیم، مدیران باشگاه بیتار برای سپاسگزاری از دونالد ترامپ می‌خواستند نام باشگاه را به "بیتار ترامپ اورشلیم" تغییر دهند. این اقدام حتی در میان طرفداران راست افراطی باشگاه هم خیلی مورد استقبال قرار نگرفته است و آن را عجولانه خواندند.
در سال ۲۰۲۰ (میلادی) پس از آنکه حمد بن خلیفه آل نهیان ٪۵۰ سهام این باشگاه را خرید، گروهی نزدیک به ۱۰۰ نفر از هواداران باشگاه بیتار اورشلیم به جلسه تمرین این تیم حمله و آن را متوقف کردند. آنها همچنین با اسپری رنگ، روی دیوارهای ورزشگاه دیوارنگاری‌های توهین‌‌آمیز نقاشی می‌کردند.
در سال ۲۰۱۹ (میلادی) موشه هوگگ، صاحب باشگاه برای جلو‌گیری از رفتاری‌های نژادپرستانه، تهدید به اقدام‌های قانونی پرهزینه علیه هواداران نژادپرست کرد.